# غلامرضا رحمت سمیعی
غلامرضا خان رحمت سمیعی معروف به «طالش خان» فرزند میرزا محمدعلی خان رحمت آبادی (نماینده رشت در دوره اول مجلس شورای ملی) از مالکان گیلان بود و در ادوار ۷ تا ۱۳ جمعاً هفت دوره نمایندگی رشت را در مجلس شورای ملی بر عهده داشت.
او مدتی در خانه رحمت سمیعی در محله ساغریسازان شهر رشت که در فهرست آثار ملی ایران به ثبت رسیده زندگی کرد.